# هالة الشواربي
هالة الشواربي (10 يونيو 1938 - 28 أبريل 2007) ممثلة مصرية.

## حياتها ونشأته
من مواليد القاهرة، دخلت مجال التمثيل عن طريق مسابقة لإختيار المواهب الجديدة، وشاركت في عدد كبير من الأفلام، اعتزلت الفن في بداية التسعينات، وتوفيت في عام 2007 عن عمر يناهز 69 سنة.

## أعمالها
1963: شباب طائش عام 1963 للمخرج السيد زيادة.
«زوجة ليوم واحد» عام 1963 إخراج السيد زيادة وكمال الشناوي.
«زوج في أجازة» عام 1964 للمخرج محمد عبد الجواد 
«مع الناس» عام 1964 للمخرج كمال عطية.
«زوجة غيورة جدًا» عام 1969 للمخرج حلمي رفلة 
«الساعات الرهيبة» عام 1970 للمخرج عبد الحميد الشاذلي.
«ملوك الشر» عام 1972 للمخرج حسام الدين مصطفى
«أزمة سكن» عام 1972 للمخرج حلمي رفلة 

## وصلات خارجية
- هالة الشواربي على موقع الدهليز
- هالة الشواربي على موقع قاعدة بيانات الأفلام العربية
- هالة الشواربي على موقع دهليز
- هالة الشواربي على موقع IMDB
- هالة الشواربي على موقع كاروهات